# Bembidion operosum
Bembidion operosum är en skalbaggsart som beskrevs av Thomas Casey. Bembidion operosum ingår i släktet Bembidion och familjen jordlöpare. Inga underarter finns listade i Catalogue of Life.